# Kłodne
Kłodne – wieś w Polsce położona w województwie małopolskim, w powiecie limanowskim, w gminie Limanowa.
| SIMC    | Nazwa      | Rodzaj    |
| ------- | ---------- | --------- |
| 0438506 | Babia Góra | część wsi |
| 0438512 | Ceglówka   | część wsi |
| 0438529 | Dołki      | część wsi |
| 0438535 | Głębocko   | część wsi |
| 0438541 | Kamionka   | część wsi |
| 0438558 | Klenie     | część wsi |
| 0438564 | Klękówka   | część wsi |
| 0438570 | Łysa Górka | część wsi |
| 0438587 | Moczary    | część wsi |
| 0438593 | Półrolek   | część wsi |
| 0438601 | Wygonki    | część wsi |

W latach 1975–1998 miejscowość administracyjnie należała do województwa nowosądeckiego.
W roku 2021 we wsi mieszkało 1057 osób, z czego 51,8% mieszkańców stanowiły kobiety, a 48,2% mężczyźni

## Położenie
Kłodne leży w Kotlinie Sądeckiej u podnóży części wschodniej Pasma Łososińskiego w Beskidzie Wyspowym u podnóży góry Chełm (793 m n.p.m.) oraz Babiej Góry (727 m n.p.m.), w środkowym biegu potoku Smolnik (dopływu Dunajca), który stanowi południową granicę wsi. Przez miejscowość przebiega droga powiatowa Limanowa – Chełmiec, oraz linia kolejowa nr 104 relacji Nowy Sącz – Chabówka. Kłodne graniczy z miejscowościami: od wschodu: Zawadką, Chomranicami, od zachodu: Męciną, od północy: Skrzętlą-Rojówką oraz Stańkową, od południa: Krasnem Potockiem.

## Szlaki turystyki pieszej
– szlak koloru żółtego prowadzący z Męciny przez Kłodne na Babią Górę i Jaworz.
Droga na Chełm nie jest wytyczona szlakiem turystycznym, jednak można dotrzeć na szczyt drogą asfaltową lub ścieżkami leśnymi.

## Nazwa
Miejscowość nosiła w historii różne nazwy. Po raz pierwszy wymieniona w kodeksie dyplomatycznym Małopolski: w 1367 jako Glodna, 1408 Gloddna, 1429 Glodno, 1439 Glodnye, 1529 Clodna, 1581 Slodna, 1680 Głodna, 1779-1782 Kłodno, 1883 Kłodne.
Pierwotnie nazwa wsi pochodzi od stanu niedostatku głodu z dodanym sufiksem -na co językoznawcy uznają za aluzję do ubóstwa na nieurodzajnych terenach górskich pasma Jaworzyny, gdzie leży miejscowość. Z czasem w wyniku procesu adideacji nazwa zmieniła się na Kłodne nawiązując do wyrazu kłoda oznaczającej surowiec budowlany powstały w wyniku ścięcia drzewa.

## Historia

### Średniowiecze
Wieś Kłodne w dokumentach parafii Męcina była wymieniona już w 1320 roku, a w 1367 roku występuje w Kodeksie dyplomatycznym Małopolskim „Kazimierz z łaski Bożej Król Polski... etc. potwierdza, że rycerz Krystyn pan na Mikluszowicach, chorąży Krakowski przekazuje swoim synom Stanisławowi i Andrzejowi Wiczdze... swoje włości... w tym pół Męciny z wolą zwaną Głodne
Kilkadziesiąt lat później bo w 1439 roku dochodzi do sprzedaży Kłodnego: „Stachna, żona Mikołaja z Gniewęcina, część wsi Wydżyce, Mikluszowice, Męcina i Głodnia sprzedała Piotrowi z Ciczkowic za 60 grzywien”
Jak wynika z akt wizytacji kościelnych Kłodne wymieniano w 1581 roku w obszarze parafii Chomranice. Jest to akurat okres pobytu arian (braci polskich) w Męcinie i Chomranicach.
Jeden z Krzeszów – Sebastian przeszedł na arianizm, co spowodowało zatarg z proboszczem Męciny. Bracia Krzeszowie podzielili się majątkiem ojcowskim. Mogło właśnie wtedy dojść do oddzielenia Kłodnego od Męciny. Był to prawdopodobnie rok 1545. Przez długi czas jednak ludność Kłodnego chrzciła dzieci w Męcinie, tam także zawierano związki małżeńskie.
W wyniku I rozbioru Polski Kłodne znalazło się w granicach Austrii.

### I wojna światowa
Jak podaje kronika szkoły podstawowej w Kłodnem 12 listopada 1914 roku wojska zaborcze rozpoczęły interwencję zbrojną we wsi, dla mieszkańców Kłodnego rozpoczęła się I wojna światowa. Podczas działań wojennych w okolicy (bitwa pod Limanową), "potyczek w wiosce nie było". 
Powracające wojsko witano w wiosce z wielkim entuzjazmem i ochoczo goszczono w domostwach. W kilku domach ukrywano legionistów, w czasie kiedy wrogie siły nieprzyjaciela wzmocniły patrol wojskowy w okolicy. Kronika szkoły podaje: "Na Kleniu przeprowadzili nasi chłopcy zagubionych żołnierzy do swoich pułków – wśród wszystkich niebezpieczeństw, powyżej rozstawionych patroli rosyjskich – za co otrzymali po 10 koron nagrody".

### II wojna światowa
Wojska niemieckie wkroczyły do Kłodnego 5 września 1939 roku, a tym samym rozpoczął się okres okupacji niemieckiej. Od początku naznaczonej różnego rodzaju represjami wobec mieszkańców.
Trzech mieszkańców wioski brało udział w wojnie jako żołnierze Wojska Polskiego m.in. Piotr Dudzik w stopniu strzelca, który walczył w 1 Pułku Strzelców Podhalańskich. Jan Leśnik również w stopniu strzelca, został wzięty do niewoli, następnie zwolniony do prac cywilnych. W kampanii wrześniowej 1939 roku wziął udział Jan Świerczek w stopniu kaprala, który został wzięty do niewoli w październiku 1939 roku, następnie zwolniony w lipcu 1940 roku.
W czasie okupacji hitlerowcy w sposób okrutny obchodzili się również miejscową ludnością, wiele osób aresztowano i deportowano na roboty przymusowe jak również do obozów koncentracyjnych m.in. do Auschwitz-Birkenau oraz Buchenwaldu.
Stosowano także inne formy represji wobec mieszkańców wioski. Zabroniono m.in. uboju trzody chlewnej, która często stanowiła jedno z niewielu źródeł pożywienia dla ludności zamieszkującej obszary wiejskie. Okupant również surowo zakazał mielenia zboża w żarnach, często były one plombowane. Wszystkie te restrykcje i im podobne obowiązywały często pod karą śmierci, a każde postanowienia władz okupacyjnych były skrupulatnie egzekwowane. Ponadto z polecenia władz niemieckich ludność musiała oddawać zarówno zboże, bydło, jak i ziemniaki oraz mleko i inne produkty rolne na kontyngenty.
12 stycznia 1944 hitlerowcy zamordowali 28 zakładników w odwecie za wysadzenie pociągu na trasie linii kolejowej Nowy Sącz – Chabówka. Część zakładników została rozstrzelana, a część powieszona na słupach telegraficznych znajdujących przy torach. W miejscu zbrodni stoi pomnik upamiętniający ofiary tamtego wydarzenia.
Okupacja niemiecka zakończyła się 19 stycznia 1945 roku, kiedy miejsce cofających się wojsk hitlerowskich zajęła Armia Czerwona.